# Un'ja
Il Un'ja (in russo У́нья?) è un fiume della Russia europea nordorientale, affluente di sinistra della Pečora. Scorre nel Troicko-Pečorskij rajon della Repubblica dei Komi.
Il fiume ha origine sul versante occidentale degli Urali settentrionali. La sorgente si trova vicino a quella del Pečora dove convergono la Repubblica dei Komi, l'Oblast' di Sverdlovsk e il Territorio di Perm'. Scorre in direzione ovest e sud-ovest, nel corso inferiore gira a nord. Quasi per tutta la lunghezza scorre tra banchi rocciosi, in alcuni punti ripidi, ricoperti di foreste. Il letto del fiume è tortuoso, quasi per tutta la sua lunghezza abbonda di crepacci rocciosi e rapide. La larghezza del fiume nella parte superiore è di 10-50 metri, sotto la foce dell'affluente Kisun'ja il fiume si espande fino a 70-100 metri. Sfocia nella Pečora a 1 643 km dalla foce, presso il villaggio di Ust'-Un'ja. Il fiume ha una lunghezza di 163 km; l'area del suo bacino è di 2 890 km².
L'Un'ja è ricco di pesce; il salmone vi entra per la deposizione delle uova.